# Гінак Алла Федорівна
Гінак Алла Федорівна (нар. 25 травня 1966 року) — український підприємець та політик, колишній міський голова Білгорода-Дністровського.

## Біографія
Народилася 25 травня 1966 року в Києві. У 1984 році закінчила Сімферопольський технікум харчової промисловості. У 2015 році вступила до Одеського державного екологічного університету.
У 1997—2005 роках займалась підприємницькою діяльністю. У 2008—2013 роках працювала на посаді виконавчого директора ТОВ «Белста», з 2013 до листопада 2015 року — генеральний директор ТОВ «Белста».
4 листопада 2015 року обрана на посаду міського голови міста Білгорода-Дністровського.
В липні 2019 року висувалася на виборах у Верховну Раду по місцевому мажоритарному округу, проте програла вибори і вирішила скласти повноваження міської голови. Рішенням міської ради від 25 липня 2019 року її повноваження міської голови припинили.

## Особисте життя
Вдова. Має четверо дітей:
- Юлія (нар. 1986)
- Альона (нар. 1994)
- Георгій (нар. 1994)
- Станіслав (нар. 2006)